# Museo San Rafael
El Museo Parroquial de Arte Colonial Religioso y Antropológico San Rafael se halla ubicado sobre la calle Francisco Caballero Álvarez casi Palma (detrás de la iglesia) de la Ciudad de Itauguá (Paraguay).
El acceso es libre y gratuito para todo público.

## Tesoros de arte sacro en el Museo San Rafael
Un alargado caserón colonial abre sus puertas a los recuerdos. Allí, en el centro de Itauguá, se pueden ver santos tallados siglos atrás, finos encajes de ñandutí tejidos en la antigüedad y olvidados objetos de uso cotidiano. 
En el Museo San Rafael, es posible descubrir la habilidad manual de los artesanos y conocer un poco de la costumbre y modo de vida de quienes habitaban estas tierras en otras épocas.

## Historia
En la ciudad de Itauguá abundan los edificios de características arquitectónicas coloniales. Pero el alargado caserón que aloja al Museo San Rafael luce único, misterioso. Y su nacimiento como museo tiene acta de fundación en 1964. 
Dos años antes, en 1962, el entonces cura párroco de la ciudad, doctor Mariano Celso Pedrozo, se abocó a la recolección de imágenes sacras y piezas antiguas de uso cotidiano que abundaban en la zona.
Lo hizo con el fin de salvar los restos de ornamentos de la antigua iglesia franciscana, ya que "connacionales y extranjeros, en todos los ambientes, se dedicaban al despojo de nuestra valiosa imaginería sacra y todo tipo de objetos artísticos pertenecientes al patrimonio familiar del pueblo paraguayo".

## Sus inicios
Así empezó a coleccionar gran cantidad de santos tallados en madera, de distintos tamaños, piezas del altar original, cuadros con motivos religiosos, juegos de dormitorios, sillas y utensilios de la vida campesina tradicional.
También elementos bélicos y de uso militar de la Guerra del Chaco (1932-1935) y libros que pertenecieron al ilustre músico y poeta, don Félix Fernández, quien fue un cultor exquisito y gran exponente del idioma guaraní, que nos ha dejado sus mejores obras escritas en dicha lengua autóctona.El mismo ha sido uno de los creadores del teatro guaraní, siendo sus primeras obras teatrales Mborayhu Oaha, Okaraguápe, entre otros. 

## Origen de su nombre
El nombre de San Rafael se adoptó en homenaje a la imagen más antigua del templo de Itauguá que hasta hoy se conserva. Data del año 1600 y proviene de los talleres franciscanos.

## Su edificio
Se eligió para sede, una de las más significativas construcciones de la época colonial, correspondiente a las primeras casas del pueblo. Este emblemático edificio de gruesas paredes, pisos de ladrillos y fornidas puertas con sistemas de alcayatas se terminó de restaurar en 1999. El paso del tiempo causó serios deterioros en el techo que amenazaba derrumbe. Fueron cambiadas las tacuarillas, pero se mantuvieron las tejas y vigas de karanda’y que estaban en buen estado.
"Estaba tan mal, con goteras por doquier y parecía que iba a desplomarse en cualquier momento. Formamos una comisión pro restauración y conseguimos ayuda de la Gobernación Central y del viceministro de Cultura de entonces, y no nos quejamos de la comunidad itaugüeña que activó muy de cerca con nosotros para salvar nuestra reliquia histórica". Frases expresadas por una vecina del lugar.
El próximo objetivo es la preservación de todas y cada una de las piezas que conforman el acervo del museo. Recorrer las salas organizadas conforme a un significado histórico es como poner el pie en una realidad lejana.

## Las dependencias del Museo
Son ocho y tienen la facilidad de hacer retroceder a los visitantes siglos atrás. O bien, introducirlos a explorar un mundo de misterios.

### Primera sala
En la primera, resalta con luz propia la figura de San Rafael Arcángel, con un bastón y un pescado en la mano. 
Además, una talla del Niño Salvador del Mundo, con ojos de cristal; un cuadro con la estampa de la Virgen de Caacupé, venerada en sus inicios, y un retrato del fundador del museo, Dr. Mariano Celso Pedrozo, quien falleció en agosto de 2004.

### Segunda sala
En la segunda sala se impone el altar de la Virgen del Rosario, que fue reconstruido con los elementos encontrados en la iglesia primitiva. Comprenden el frontal de la mesa, el tabernáculo, las columnas unidas y pedestales con trabajos decorativos. 
San Francisco Javier, escultura del siglo XVII de origen jesuítico, con ojos de cristal y brazos articulados. Perteneció a las residentas. 
San Estanislao de Kostka, talla de dos metros de altura realizada en los talleres de las misiones jesuíticas.
Junto a la de San Francisco Javier, formaba parte de las imágenes que el Mariscal Francisco Solano López hizo traer de los pueblos del interior para adornar la iglesia de Humaitá en su inauguración, en 1864. Con la invasión de los aliados durante la Guerra de la Triple Alianza (1865-1870), las residentas consiguieron trasladarlas a la iglesia de Itauguá para protegerlas de caer en manos de los enemigos.

### Tercera sala
La tercera sala alberga santos pequeños de devoción familiar y varios nichos, en su mayoría con pinturas ornamentales. 
Llaman la atención las figuras de Santiago a caballo, San Longino, Señor de la Paciencia y Señor de la Columna. San José y el Niño, tomados de la mano en actitud de viaje al lado de la Virgen María, según la tradición bíblica representa la huida a Egipto. 

### Cuarta sala
Otro de los tesoros de la imaginería colonial paraguaya es el conjunto del pesebre con el niño Jesús, San José, la Virgen María y los tres Reyes Magos sobre caballos. Los muebles: sillas, camas y utensilios del hogar ocupan la cuarta sala. Allí también está dispuesta una serie de libros que pertenecieron a la biblioteca del maestro, Don Félix Fernández.

### Quinta sala
En la quinta sala, se ubican los enseres del hombre del campo: arreos, bridas, cabezas de silla de montar, látigos, espuelas y otros elementos relacionados con la montura del caballo. Se guardan también lámparas a querosén, instrumentos musicales, caramayolas de cuernos y herrajes de puertas.

### Sexta sala
El espacio que corresponde a la sexta sección está ocupado por la gran carroza de la santa patrona de Itauguá, la Virgen Nuestra Señora del Rosario.

### Séptima sala
En la séptima están dispuestas urnas eleccionarias de las primeras décadas del siglo XX, baúles, silletas, bolsa de cuero para juntar miel (eíra pelota), trapiche y una campana de 1868.

### Octava sala
La octava es el lugar de los tejidos de ñandutí. Una excelente muestra de las variedades que se realizaban con hilos finos en épocas pasadas. Y como gran atractivo una escultura de un metro de San Miguel Arcángel. La maravillosa obra tallada en un tronco de cedro con dorado original en láminas de oro representa al arcángel defensor de los fueros de Dios que baja del trono celestial, vestido de gloria.
- Datos: Q6033740